# Becher (Familienname)
Becher ist ein deutscher Familienname.

## Namensträger

### A
- Alfred Julius Becher (1803–1848), österreichischer Revolutionär
- Anja Becher (* 1977), schweizerisch-österreichische Schauspielerin
- August Becher (1816–1890), deutscher Jurist und Politiker

### B
- Bernd Becher (1931–2007), deutscher Künstler, siehe Bernd und Hilla Becher
- Bruno Becher (1898–1961), deutscher Jurist und Politiker (FDP)

### C
- Carl. J. Becher, Pseudonym von Ulrich Seelmann-Eggebert
- Charlotte Becher (1918–2003), österreichische „Gerechte unter den Völkern“, siehe Charlotte Fritz
- Christian Becher (1943–2013), deutscher Kabarettist

### D
- David Becher (1725–1792), böhmischer Arzt und Balneologe

### E
- Emmy Becher (1854–1922), deutsche Kulturjournalistin und literarische Übersetzerin
- Erich Becher (1882–1929), deutscher Philosoph
- Ernst Siegfried Becher (1884–1926), deutscher Zoologe
- Erwin Becher (1890–1944), deutscher Mediziner und Hochschullehrer

### F
- Frank-Tilo Becher (* 1963), deutscher Politiker (SPD)
- Fritz Becher (1904–1946), deutscher Funktionshäftling

### H
- Hans Becher (Heimatforscher) (1906–2004), deutscher Heimatforscher
- Hans Josef Becher (1927–1993), deutscher Schauspieler, Dramaturg und Schauspiellehrer
- Hans-Jürgen Becher (* 1941), deutscher Fußballspieler
- Heinrich Becher (1865–1941), deutscher Richter
- Heinz Becher (1933–2019), deutscher Ruderer
- Hellmut Becher (1896–1976), deutscher Anatom und Hochschullehrer
- Hilla Becher (1934–2015), deutsche Künstlerin, siehe Bernd und Hilla Becher
- Hugo Emanuel Becher (1871–1942), deutscher akademischer Bildhauer, Medailleur und Mouleur

### I
- Ilse Becher (1924–1989), deutsche Klassische Philologin
- Ilsebill Becher, deutsche Dressurreiterin
- Inken Becher (* 1978), deutsche Fußballspielerin
- Iris Becher (* 1988), deutsche Schauspielerin

### J
- Jakob Becher († 1939), deutscher Fußballspieler
- Johann Becher (Unternehmer) (1815–1896), tschechischer Unternehmer, Produzent des Becherovka
- Johann Becher (Fußballspieler), österreichischer Fußballspieler
- Johann Joachim Becher (1635–1682), deutscher Arzt, Alchemist und Ökonom
- Johann Mathias von Becher († 1823), württembergischer Oberamtmann
- Johann Philipp Becher (1752–1831), deutscher Berg- und Hüttentechniker sowie Mineraloge
- Johannes Becher (Politiker, 1988) (* 1988), deutscher Politiker (Bündnis 90/Die Grünen)
- Johannes R. Becher (1891–1958), deutscher Politiker (SED) und expressionistischer Dichter
- Josef Becher (Kirchenmusiker) (1821–1888), deutscher Kirchenmusiker
- Josef Vitus Becher (1769–1840), tschechischer Apotheker
- Julius Becher (1842–1907), deutscher Arzt
- Jürgen Becher (* 1937), deutscher Ökonom und Rechtswissenschaftler
- Jürgen Becher (Basketballspieler), deutscher Basketballspieler
- Jürgen Becher (Historiker), deutscher Historiker

### K
- Klaus Becher (* 1960), deutscher Fußballspieler
- Kurt Becher (1909–1995), deutscher SS-Führer und Kaufmann

### L
- Lilly Becher (1901–1978), deutsche Schriftstellerin und Publizistin
- Lukas Becher (* 2000), deutscher Handballspieler

### M
- Manfred Becher (* 1939), deutscher Politiker (DBD) und LPG-Vorsitzender
- Martin Roda Becher (* 1944), Schweizer Schriftsteller
- Matthias Becher (* 1959), deutscher Historiker
- Max Becher (1964), deutscher Fotograf
- Michael von Becher (1842–1918), österreichischer Generalmajor

### O
- Olof Becher (1932–2008), deutscher Zauberkünstler, siehe Marvelli jr.

### P
- Paul Becher (1843–1919), preußischer Generalleutnant
- Peter Becher (Journalist) (* um 1940–2015), deutscher Journalist
- Peter Becher (Literaturhistoriker) (* 1952), deutscher Literaturhistoriker und Schriftsteller

### R
- Rolf Becher (1906–2002), deutscher Reiter und Pferdeausbilder
- Rudolf Becher (Chorleiter) (um 1927–2002/2003), deutscher Biologe, Musikpädagoge und Chorleiter der Sonntagskinder
- Rudolf Becher (Erziehungswissenschaftler) (1935–2012), deutscher Erziehungswissenschaftler und Hochschullehrer
- Ruth Becher (* 1956), österreichische Politikerin

### S
- Siegfried Becher (1806–1873), böhmischer Statistiker und Nationalökonom
- Susanne Becher (* 1970), deutsche Eiskunstläuferin

### T
- Theodor Becher (Musiker) (1837–1915), deutscher Kammermusiker
- Theodor Becher (Ingenieur) (1876–1948), deutscher Wasserbau-Ingenieur

### U
- Udo Becher (1905–1981), deutscher Ingenieur und Hochschullehrer
- Ulrich Becher (1910–1990), deutscher Schriftsteller
- Ursula A. J. Becher (1934–2023), deutsche Historikerin

### W
- Walter Becher (1912–2005), sudetendeutscher Journalist und Politiker
- Werner Becher (* 1972), österreichischer Softwareunternehmer und Politiker
- Will Becher, britischer Filmregisseur und Animator
- Wilhelm Becher (1812–nach 1874), deutscher evangelisch-lutherischer Theologe und Heimatforscher
- William Becher (1898–1969), deutscher Schriftsteller
- Wolf Becher (1862–1906), deutscher Mediziner